# Borkhausenia predotai
Borkhausenia predotai is een vlinder uit de familie sikkelmotten (Oecophoridae). De wetenschappelijke naam is voor het eerst geldig gepubliceerd in 1936 door Hartig.
De soort komt voor in Europa.